# 31 (álbum de Glass Tiger)
31 es el séptimo álbum recopilatorio de la banda canadiense Glass Tiger. El álbum fue lanzado el 16 de febrero de 2018 en formato de CD y en formato de descarga digital bajo el sello de Halo Entertainment Group.
El álbum contiene la nueva canción "Wae Yer Family", una versión de la canción "Fire It Up" del artista canadiense Johnny Reid, así como varios duetos con artistas como Alan Doyle, Johnny Reid, Véronic DiCaire, Susan Aglukark, David R. Maracle y Julian Lennon, hijo de John Lennon.

## Lista de canciones
| 31  |                                                       |                                                  |          |  |
| N.º | Título                                                | Escritor(es)                                     | Duración |  |
| 1.  | «Someday»                                             | Alan Frew, Al Connelly, Jim Vallance             | 3:01     |  |
| 2.  | «Animal Heart»                                        | Alan Frew, Al Connelly, Dvoskin                  | 3:22     |  |
| 3.  | «Don't Forget Me (When I'm Gone)»                     | Alan Frew, Sam Reid, Jim Vallance                | 3:54     |  |
| 4.  | «I Will Be There»                                     | Alan Frew, Al Connelly, Michael Hanson           | 3:33     |  |
| 5.  | «My Town»                                             | Al Connelly, Alan Frew, Wayne Parker, Jim Cregan | 5:07     |  |
| 6.  | «Diamond Sun»                                         | Alan Frew, Jim Vallance                          | 3:41     |  |
| 7.  | «Rescued (By the Arms of Love)»                       | Alan Frew, Wayne Parker, Washbrook               | 4:27     |  |
| 8.  | «My Song» (con Alan Doyle)                            | Alan Frew, Sam Reid, Jim Vallance                | 3:56     |  |
| 9.  | «I'm Still Searching»                                 | Alan Frew, Sam Reid, Michael Hanson              | 3:43     |  |
| 10. | «Thin Red Line» (con Julian Lennon)                   | Alan Frew, Sam Reid, Al Connelly                 | 4:03     |  |
| 11. | «Fire It Up»                                          | Alan Frew, Johnny Reid                           | 3:47     |  |
| 12. | «Wae Yer Family» (con Johnny Reid)                    | Alan Frew, Johnny Reid, Sam Reid                 | 4:36     |  |
| 13. | «Healing Hands»                                       | Susan Aglukark, David R. Maracle                 | 5:24     |  |
| 14. | «Someday» (con Véronic DiCaire)                       | Alan Frew, Al Connelly, Jim Vallance             | 3:01     |  |
| 15. | «Diamond Sun» (con Susan Aglukark y David R. Maracle) | Alan Frew, Jim Vallance                          | 3:42     |  |
| 59  |                                                       |                                                  |          |  |